# Джерело № 2 (Грабово)
Джерело № 2 — гідрологічна пам'ятка природи місцевого значення. Об'єкт розташований на території Мукачівського району Закарпатської області, с. Грабово, ДП «Мукачівське ЛГ», Майданське лісництво, урочище «Солені млаки», квартал 35, виділ 39, 28.
Площа — 3 га, статус отриманий у 1984 році.